# Cours-de-Monségur
 Cours-de-Monségur  es una población y comuna francesa, situada en la región de Aquitania, departamento de Gironda, en el distrito de Langon y cantón de Monségur.

## Demografía
| 321 | 329 | 318 | 286 | 230 | 249 |
| Para los censos de 1962 a 1999 la población legal corresponde a la población sin duplicidades (Fuente: INSEE [Consultar]) |     |     |     |     |     |